# 渋谷重光
渋谷 重光（しぶや しげみつ、1935年6月7日 - 1992年4月16日）は、日本の社会学者、社会心理学者、広告学者。

## 来歴
1935年山形県山形市生まれ。1954年山形県立山形東高等学校卒業。1958年中央大学法学部法律学科卒業。1961年中央大学大学院法学研究科公法専攻修士課程修了。日本産業構造研究所研究員、神奈川大学教授。
長男は渋谷慶一郎。

## 著書
- 『広告の意識』R出版 1972
- 『語りつぐ昭和広告証言史』宣伝会議選書 1978
- 『人間の値段』広済堂出版 1978
- 『コミュニケーション操作の構造』ブレーン出版 1981
- 『ジャーナリズムの意識』ブレーン出版 1985
- 『大衆操作の系譜』勁草書房 1991

### 共著編著
- 『高校時代をいかに生きるか』坂田稔共著 三一書房 高校生新書 1968
- 『広告の社会心理学』編著 ブレーン出版 1978

### 翻訳
- モーリス・マッカフレィ『政治広告入門 選挙に勝ち抜く広告術』折橋徹彦,沖野安春共編訳 久保田宣伝研究所 宣伝会議ユニークブックス 1968
- A.ベン『PRコミュニケーション 企業イメージを変える広報戦略』監訳 ホルト・サウンダース・ジャパン 1984

## 論文
- <渋谷重光